# Joop van Oosterom

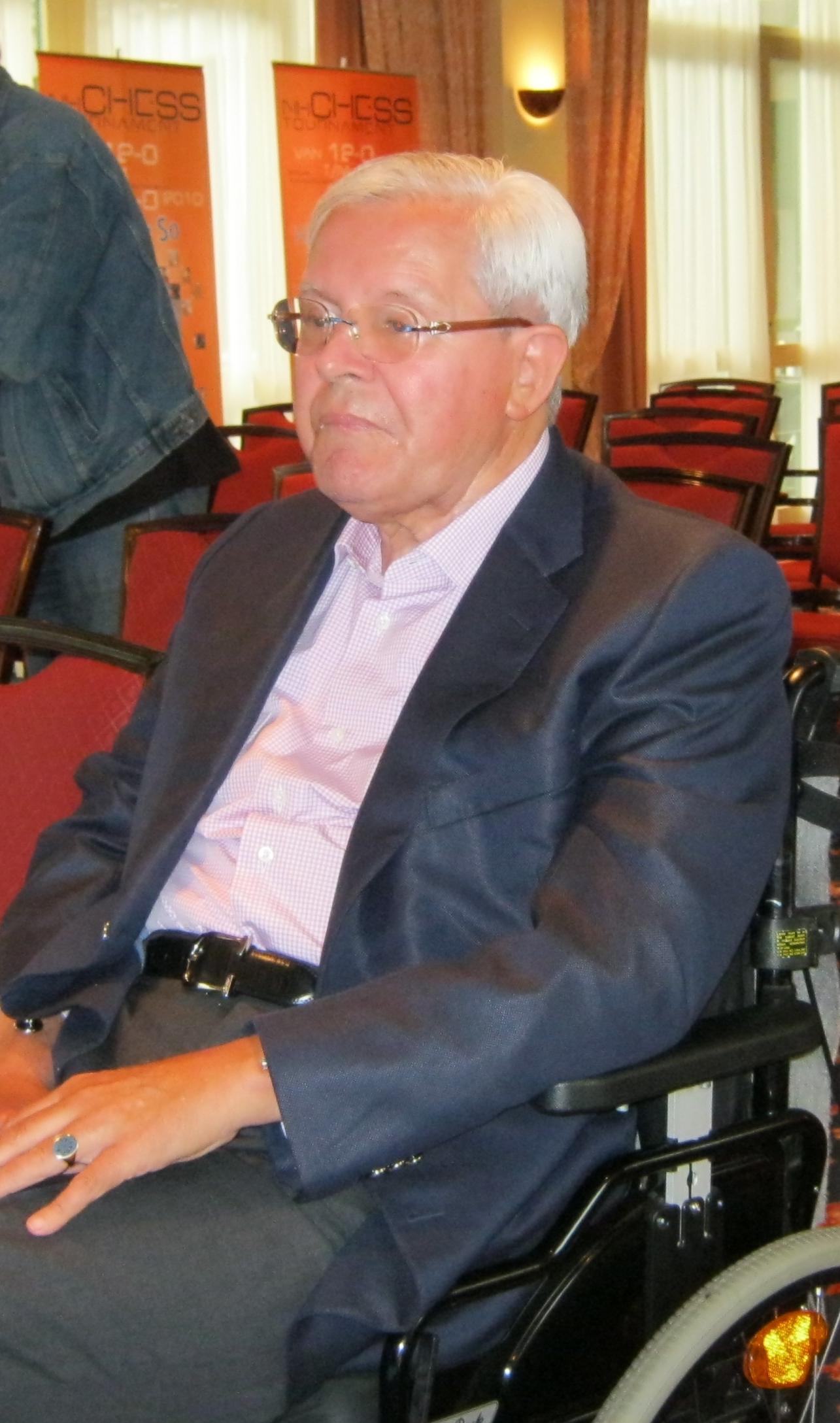
Joop van Oosterom

Joop van Oosterom (Hilversum, 12 december 1937 – Monaco, 22 oktober 2016) was een Nederlands ondernemer, schaker en voor diverse topspelers een mecenas voor de schaaksport. Hij stond enige tijd op de tiende plaats in de Quote 500, vooral dankzij het geld dat hij verdiende met het bedrijf Volmac waarvan hij in 1966 mede-oprichter was.

## Loopbaan
Van Oosterom was een verwoed schaker en hij stak ook flink veel geld in deze sport. Toen zijn oudste dochter Melody Amber geboren werd in 1992, organiseerde hij in Monaco een schaaktoernooi tussen de twaalf sterkste grootmeesters van de wereld. Het Ambertoernooi werd in 2011 voor de twintigste en laatste keer gehouden, en was een combinatie tussen rapid- en blindschaken.
Van Oosterom was in 1955 jeugdkampioen van Nederland en speelde in Antwerpen mee in het WK Jeugd, waar hij zevende werd, achter Boris Spasski en Lajos Portisch.
Van Oosterom is grootmeester correspondentieschaak (GMc).
In 1981 was hij kampioen correspondentieschaak van Nederland. Hij speelde ook mee in het sterke en druk bezette jubileumtoernooi ter ere van het 25-jarig bestaan van  de NBC in 1991. Dit was tevens het grootste individuele invitatietoernooi ooit gehouden. Het toernooi duurde drie en een half jaar en Van Oosterom werd tweede achter de huidige wereldkampioen Gert Timmerman. Er deden acht ICCF-grootmeesters en tien ICCF-meesters mee.
In het wereldkampioenschap ICCF van 2002 bezette Van Oosterom eveneens de tweede plaats.

## Wereldkampioen
Op 7 februari 2005 werd Van Oosterom met 11 punten uit 14 wedstrijden wereldkampioen correspondentieschaak. De Duitse grootmeester Achim Soltau eindigde met acht punten op de tweede plaats, terwijl Hans Marcus Elwert met 7,5 punt derde werd.
Op 11 mei 2008 herhaalde van Oosterom deze prestatie en werd voor de tweede keer wereldkampioen correspondentieschaak. Dit keer waren tien punten uit veertien wedstrijden genoeg om de titel op te eisen. De Duitse schaker Alexander J. Ugge werd nu met 8,5 punten tweede en Stephan Busemann eindigde met acht punten als derde.

## Biljarten
Van Oosterom’s tweede liefde was de biljartsport. Van 1993 tot 2011 financierde hij het Crystal Kelly toernooi, waarvoor de beste driebandenspelers ter wereld werden uitgenodigd. De Nederlander Dick Jaspers won het toernooi in Nice 8 keer, de Zweed Torbjorn Blomdahl 5 keer. Ook was van Oosterom in dezelfde periode sponsor van twee driebandenteams die uitkwamen in de Nederlandse Ere- en eerste divisie. De teams waren genoemd naar zijn dochters: Crystal Kelly en Melody Amber. Het topteam had zijn thuisbasis in Waalwijk en bestond uit de Belgen Frederic Caudron en Raymond Ceulemans, en de Nederlanders Frans van Kuijk en Raimond Burgman. In 2011 kondigde Van Oosterom aan met de sponsoring te stoppen; zowel de teams als het jaarlijkse toernooi in Nice hielden daarmee op te bestaan.

## Overlijden
In februari 2017 werd bekend dat Van Oosterom in oktober 2016 was overleden. Zijn familie en zakenpartner bevestigden dit niet, zijn broer later wel.

## Trivia
Jeroen Piket, een Nederlands grootmeester, stopte in 2001 plotseling met toernooischaken en trad in dienst van Van Oosterom als persoonlijk secretaris.